# Moghrar
Moghrar (arabe : مغرار) est une commune de la wilaya de Naâma en Algérie.
Elle couvre une superficie de 1 792,5 km2 et compte fin 2008 une population de 4 431 habitants.
Deux oasis distinctes sont à considérer : Moghrar Foukani ou Moghrar du haut, sur la route nationale d'Algérie numéro 6, le chef lieu ; et Moghrar Tahtani ou Moghrar du bas située à 15 km au nord-est de la première localité.
Moghrar est siège de daïra.

## Géographie
Moghrar est située dans les monts des Ksour, partie occidentale de l'Atlas saharien aux confins ouest de l'Algérie, au voisinage de la frontière marocaine. Moghrar est limitée au  Nord par le Djebel Cheracher; à l'Est par le Djebel Boulerhad et au Sud-Est par le Djebel El Haïmeur, et par le Djebel Touzamet la limite au Sud . 
La vallée de Moghrar a un bassin versant important drainant toute la région de Aïn Sefra.
Elle bénéficie d'un bio-climat saharien aride (100 mm/an environ ) à hiver froid et des vents qui soufflent fréquemment du sud-ouest au nord-est en hiver et au printemps. La végétation qui entoure la palmeraie est steppique.

### Les oasis de Moghrar
Les oasis Moghrar Foukani et Moghrar Tahtani sont caractérisés par des regs,  hamadas  et  oueds  plus  ou  moins  sec. Les deux oasis comptent plus d’une soixantaine de puits pour l’irrigation des jardins de la palmeraie. De plus, on note également l’exploitation du système traditionnel des foggaras de sources (ou foggara d’ Al Ain en arabe) permettant une utilisation rationnelle de l’eau. Les foggaras sont toujours fonctionnelles et on en compte 2 .

### Oued Moghrar
L’Oued  Moghrar coule  vers  le  Sud  et  rejoint  l'Oued  Rhoubia  qui  se prolonge vers le Sud pour former l'Oued Namous  avec un autre affluent l'Oued Smar  avec de nombreux  oueds  de  moindre  importance  qui  arrivent  du  piémont  Sud  des  Monts  des  Ksour.

## Histoire
L'homme habite la région depuis longtemps. Il existe une station rupestre à Moghrar Tahtani.
Le ksar de cette même cité fut le fief d'un illustre résistant à la pénétration française en Algérie, Cheikh Bouamama.

## Flore et faune
La flore est représentée par les variétés de palmiers dattiers Feggous et Aghrass, bien conservés ici alors qu'elles ont pratiquement disparues ailleurs. Ces variétés ont la faculté de se conserver naturellement, exposées à l'air libre, pendant une année.
On note également la présence des espèces suivantes  :  Hammada scoparia, Retama raetam, Ephedra alata, Samolus  valerandi et, au bord des séguias ou rigoles d’irrigation, Adiantum capillus-veneris.
Pour ce qui est de la faune, c'est une zone refuge pour les gazelles et les outardes houbaras.
Parmi les espèces ornithologique qui caractérisent la région caractéristique, on retrouve : le Bec croisé Loxia curvirostra, le Pigeon ramier Columba palumbus, le Merle bleu Monticola solitarius, le Guêpier Merops apiaster, le Huppe Upupa  epops, le Circaète Circaetus  gallicus,  l’Aigle de Bonelli Aquila fasciata, le Gypaëte Gypaetus barbatus, le Perdrix Alectoris  barbara spatzi.  
Les  espèces  migratrices  sont la Pie-grièche à tête rousse Lanius senator, la fauvette orphée Curruca hortensis, le Pouillot de bonelli Phylloscopus bonelli, le
Gobemouche gris, le coucou, la tourterelle.
Selon les gravures rupestres de la région, la faune sauvage comptait l'Antilope bubale Alcelaphus buselaphus, la gazelle, l'antilope Addax nasomaculatus, l’abeille et l’autruche.

## Tourisme
Le tourisme est actuellement peu développé mais les potentialités sont réelles. 
Outre la palmeraie et son système d'irrigation par foggaras, et les ksars séculaires, il existe une station de gravures rupestres à Moghrar Tahtani, un modeste musée de la préhistoire ainsi que la zaouia de cheikh Bouamama.